# Kuruc szenátorok listája
Az alábbi felsorolás a Rákóczi-szabadságharc idején, a szécsényi országgyűlésen felállított Szenátus tagjait tartalmazza. (Említésre méltó, hogy II. Rákóczi Ferenc 27 szenátora közül tizenegy – Vay Ádám udvari főmarsallal együtt tizenkét – fő a kuruc tábornoki karnak is tagja volt.)

## A szécsényi országgyűlésen megválasztott szenátorok
- Idősebb gróf Barkóczy Ferenc (†1709. július 28.)
- Beniczky László (1710 végén még kuruc, valószínűleg Murány vára 1711 elején történt kapitulációjakor hódolt meg a császáriaknak)
- Gróf Bercsényi Miklós  (emigrációban hunyt el)
- Berthóti Ferenc (†1710. szeptember 11.)
- Gróf Csáky István (elfogadta a szatmári békét)
- Gróf Esterházy Antal (emigrációban hunyt el)
- Gróf Esterházy Dániel (1711. április 26-án feladta Kassát, és elfogadta a szatmári békét)
- Gróf Forgách Simon (1706. november 22. és 1710. november 16. között letartóztatásban, utána emigrációba ment és ott is hunyt el)
- Galambos Ferenc (emigrációba ment, de már 1711. szeptember végén élt az amnesztia lehetőségével, és hazatért)
- Gerhard György (emigrációba ment, de kegyelmet nyert, és 1721-1722 körül hazatért)
- Gyürky Pál (†1710. június 2.)
- Illyés István samandriai püspök (1706. október végén Nagyszombatban bevárta a császáriakat, ezért a rozsnyói tanácsülésen, 1707. január 20–23-án lemondatták szenátorságáról)
- Jánoky Zsigmond (†1709. február 18.)
- Kajali Pál (†1710. április 28.)
- Kálmánczay István (†1710. szeptember 10. körül)
- Báró Károlyi Sándor (ő kötötte meg a szatmári békét)
- Labsánszky János (1710. október elején még kuruc)
- Pethes András ansariai püspök (1711. április 26-án, Kassa feladásakor meghódol a császáriak előtt)
- Báró Petrőczy István (emigrációba ment, de már 1711 nyarán hazatért)
- Báró Sennyey István (1711. június végén feladta Munkács várát, és elfogadta a szatmári békét)
- Soós István (emigrációba ment, de a szatmári béke megkötése után már 1711. májusban hazatért)
- Telekessy István egri püspök (1710. október végén/november elején meghódolt a császáriaknak)
- Török István (1709 végén, a Dunántúl elveszítésekor elpártolt)
- Vay Ádám (emigrációban hunyt el)
- Báró Zay Lőrinc (1708. november közepén, Blatnica várának elestekor meghódolt a császáriak előtt)

## Utólag megválasztott szenátorok
- Klobusiczky Ferenc (1708. december 15-én, a sárospataki országgyűlésen választják szenátorrá, elfogadta a szatmári békét)
- Pyber László almisiai püspök (1707-ben, Illyés István lemondatása után választják szenátorrá, 1708. augusztus 27–28-án elpártolt)